# 雲林縣虎尾鎮惠來國民小學
雲林縣虎尾鎮惠來國民小學，簡稱虎尾惠來國小，創建於1961年。

## 沿革
1961年9月，奉令創設雲林縣虎尾鎮中溪國民學校惠來分校，1964年9月，獨立為雲林縣虎尾鎮惠來國民學校，1968年8月，奉准改稱雲林縣虎尾鎮惠來國民小學。

## 校內藝文社團
- 兒童樂隊[2]
- 舞蹈團
- 直笛隊
- 合唱團[3]

## 外部連結
- 雲林縣虎尾鎮惠來國民小學 （页面存档备份，存于）